# Believe (album, Cher)
Believe je dvaadvacáté studiové album zpěvačky a herečky Cher, vydané v říjnu roku 1998 u WEA a Warner Bros. Records.

## O albu
Believe je comebackové album, které následovala po nepříliš úspěšném albu It's a Man's World (1995). Vedoucí společnosti a producent alba, Rob Dickens, navrhl Cher, aby natočila taneční album a oslovila tak její početné gay publikum. Cher však nebyla touto myšlenkou nadšená, s tím, že se nejedná o "opravdové písně".
Cher začala na albu pracovat v létě roku 1998 v Londýně, kde se setkala s producenty Markem Taylorem a Brianem Rawlingem. Další producenti byli Todd Terry a Junior Vasquez. Cher také spolupracovala s dlouholetou spolupracovnicí Dianou Warren, která pro album napsala píseň "Takin' Back My Heart". Album také obsahuje tři coververze starších písní – "The Power" od Amy Grant, "Love Is the Groove" od Betsy Cook a závěrečný remix jejího vlastního hitu z roku 1988 "We All Sleep Alone" z alba Cher (1987).
Původními autory písně Believe jsou Brian Higgins, Matt Gray, Stuart McLennen a Tim Powell, a cirkulovala společností Warner Bros. několik měsíců, nikdo o ní nejevil zájem. Podle producenta skladby, Marka Taylora "všichni milovali refrén, ale ne zbytek písně". Steve Torch a Paul Barry nakonec píseň přepsali do podoby, se kterou byli Rob Dickens a Cher spokojení.
S novým albem razantně změnila styl a natočila taneční desku. Album také obsahuje novátorský prvek. Poprvé v mainstreamu byl použit efekt zvaný vocoder neboli autotune, který se od té doby začal používat běžně. Tento Cher-efekt (jak se mu také říká), taneční hudba a ojedinělý vzhled jí přilákal mnoho nových fanoušků, především těch náctiletých.
Album se ihned stalo obrovským hitem a jejím nejúspěšnějším album vůbec. Celosvětově se ho prodalo 12 miliónů. V USA se umístilo na 4. místě, což bylo do té doby její nejvyšší umístění (až album z roku 2013 Closer To The Truth toto prvenství předčilo). Prodalo se tu 4 miliony kopií a bylo tak oceněno čtyřnásobnou platinou. Na prvním místě se album umístilo v Dánsku, Kanadě, Německu, Novém Zélandu, Portugalsku a Rakousku. Do top10 se dostalo ve Francii, Maďarsku, Norsku, Španělsku nebo UK.
V roce 1999 vyjela na Do You Believe? Tour (1999 – 2000), které rovněž slavilo úspěchy.
Recenze alba byly smíšené. Mezi nejčastější výtky patřily kritika silné použití auto-tune efektu a podobnost s Madonniným albem z téhož roku – Ray Of Light.
V letech 1999 a 2000 vyhrálo album mnoho cen. V roce 1999 bylo dokonce nominované na cenu Grammy pro nejlepší popové album. Grammy nakonec získala píseň Believe, a to v kategorii Nejlepší taneční nahrávka (rovněž byla nominovaná v kategorii Nahrávka roku).
Dodnes se jedná o nejprodávanější album umělce nad 50 let. Prodej činí 20 000 000.

### Singly
Z alba vzešly čtyři singly. Pilotní singl Believe je jedním z nejúspěšnějších singlů všech dob a trhal mnoho rekordů. V Americe se umístil na první příčce. Cher bylo v té době 52 let a stala se tak nejstarší ženou mající hit číslo 1 v americkém Hot100. Další singl Strong Enough slavil také úspěchy a stal se její signifikantní klasikou. Singly číslo 3 a 4 – All Or Nothing a Dov'è L'amore – byly rovněž úspěšné. Žádný vydaný singl z toho alba se však nevyrovnal pilotnímu singlu.

## Seznam skladeb
| Pořadí | Název                                 | Autor                                                                                  | Délka |
| ------ | ------------------------------------- | -------------------------------------------------------------------------------------- | ----- |
| 1.     | Believe                               | Brian Higgins, Stuart McLennen, Paul Barry, Steven Torch, Matthew Gray, Timothy Powell | 3:59  |
| 2.     | The Power                             | Tommy Simms, Judson Spence                                                             | 3:56  |
| 3.     | Runaway                               | Mark Taylor, Paul Barry                                                                | 4:46  |
| 4.     | All Or Nothing                        | Mark Taylor, Paul Barry                                                                | 3:57  |
| 5.     | Strong Enough                         | Mark Taylor, Paul Barry                                                                | 3:44  |
| 6.     | Dov'è L'amore                         | Mark Taylor, Paul Barry                                                                | 4:18  |
| 7.     | Takin' Back My Heart                  | Diane Warren                                                                           | 4:32  |
| 8.     | Taxi Taxi                             | Todd Terry Mark Jordan                                                                 | 5:04  |
| 9.     | Love Is The Groove                    | Betsy Cook, Bruce Woolley                                                              | 4:31  |
| 10.    | We All Sleep Alone (Todd Terry remix) | Desmond Child, Jon Bon Jovi, Richie Sambora                                            | 5:10  |

## Umístění
| Umístění (1998) | Pozice |
| --------------- | ------ |
| Dánsko          | 1      |
| Kanada          | 1      |
| Německo         | 1      |
| Nový Zéland     | 1      |
| Portugalsko     | 1      |
| Rakousko        | 1      |
| Španělsko       | 2      |
| Švédsko         | 2      |
| Maďarsko        | 3      |
| USA             | 4      |
| Francie         | 5      |
| UK              | 7      |
| Austrálie       | 13     |
| Japonsko        | 47     |